# Guadarfía
Guadarfía fue el último rey o caudillo aborigen majo de la isla de Lanzarote —Canarias, España— durante el período de la conquista europea de las islas en el siglo XV.
Su rendición ante los conquistadores en 1404 puso fin a la conquista de Lanzarote iniciada en 1402.

## Antroponimia
Para el filólogo Ignacio Reyes el nombre puede ser traducido como 'el liberado o protegido (de un ataque)' desde una forma primitiva wa-darfi. Aparece en la documentación con las variantes Guanarfía, Guadarfra, Guardafrá y Guarfía.
Ya cristiano tomó el nombre de Luis de Guadarfía.

## Biografía

### Vida personal
Para el fraile historiador Juan de Abréu Galindo Guadarfía era hijo del rey Guanarame y de la famosa princesa Ico, pero el profesor Juan Álvarez Delgado cree que de quien era hijo en realidad era del rey Zonzamas y de su mujer Fayna, y por tanto hermano de Ico.

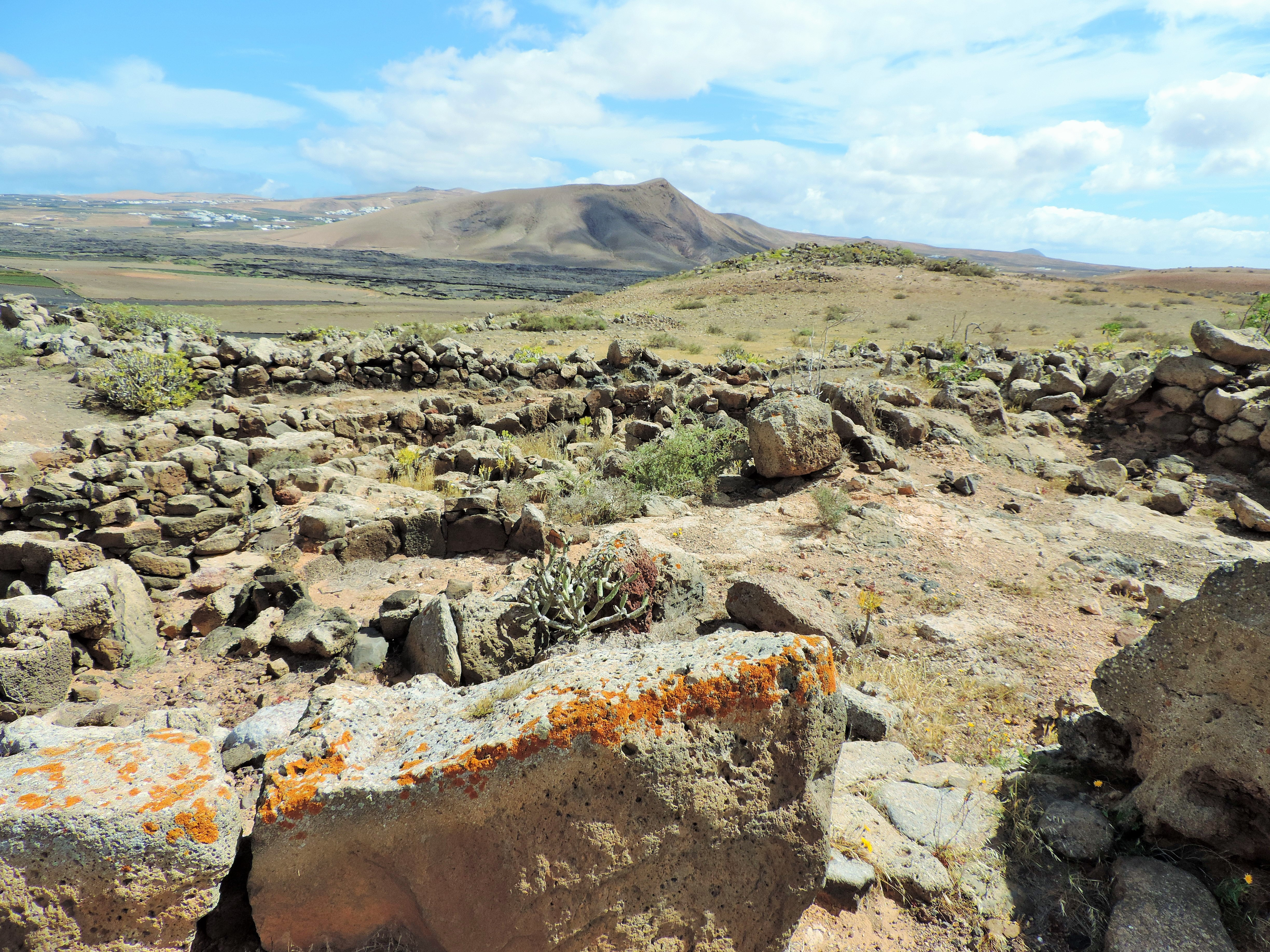
Restos del poblado de Zonzamas, residencia de Guadarfía.

Guadarfía tenía por esposa antes de la conquista de la isla a Aniagua, teniendo dos hijos conocidos: la famosa princesa Teguise, amante del normando Maciot de Béthencourt, y un varón bautizado como Guillén Dafra, bisabuelo de Agustín de Herrera y Rojas, primer conde y marqués de Lanzarote.
Guadarfía tenía su residencia en el conocido como «palacio de Zonzamas», cerca de Arrecife.

### Durante la conquista de Lanzarote
Antes de la llegada de los normandos Guadarfía se había escapado ya en seis ocasiones de los asaltos esclavistas de castellanos y aragoneses.
En julio de 1402 llegan a Lanzarote Jean IV de Béthencourt y Gadifer de La Salle con sus hombres, entrevistándose Guadarfía con ellos poco después. Ambos bandos firman un pacto de paz «como amigos y no como sujetos» según la crónica Le Canarien, permitiendo el rey que los normandos construyeran un castillo en la costa del Rubicón a cambio de protección frente a los esclavistas.
El pacto se mantuvo hasta que en octubre de ese año un grupo de castellanos que habían recalado en La Graciosa asaltan a los aborígenes. Guadarfía y sus hombres acuden a la Gran Aldea por invitación de Bertín de Berneval, gobernador del castillo de Rubicón, quien prometió protegerlos de los castellanos. Sin embargo, Berneval se había confabulado con dichos salteadores para llevar a cabo una razia, así que atacó a la compañía de Guadarfía y apresó al rey y a otros veintidós aborígenes.
Guadarfía, al ver la traición de los normandos, logra zafarse de sus captores y a partir de este momento se declara una guerra abierta entre aborígenes y europeos. El rey vuelve a ser apresado por los hombres de Gadifer poco después mientras tenía un consejo en el palacio de Zonzamas, habiendo sido traicionado por Afche, quien quería convertirse en rey de la isla.
Guadarfía es preso en el castillo de Rubicón, pero logra escapar una vez más. Ya entre los suyos, manda ejecutar a Afche y prosigue la guerra contra los normandos. Finalmente, tras intensas razias y la escasez de alimento por no poder sembrar, Guadarfía se entrega junto a otros el 25 de enero de 1404, siendo bautizado poco después. Pacificada la isla, Guadarfía pide a Béthencourt que se le conceda tierras y casa en sus antiguos dominios, lo que le concede el nuevo señor de la isla.